# Mingus at Antibes
Mingus at Antibes är ett musikalbum med jazzmusikern Charles Mingus från 1960.
Skivan spelades in under Mingus första Europabesök på den första jazzfestivalen i Antibes på Franska rivieran. Musikerna i Mingus band är Eric Dolphy (altsax), Ted Curson (trumpet), Booker Ervin (tenorsax) och Dannie Richmond (trummor), samt den redan då legendariske bebop-pionjären, pianisten Bud Powell, som tillsammans med Charlie Parker, Dizzy Gillespie, Thelonious Monk och Charlie Christian i mitten av 1940-talet skapat denna nya musikstil på jazzklubben Minton's Playhouse i New York. Powell deltar endast i och spelar ett fantastiskt solo på standarden I'll Remember April. Det är eldfängt och tätt sammansvetsat gäng som ger liv åt ett antal av Mingus originalkompositioner som av allt att döma också hade en starkt visuell prägel, och även innehöll inlägg i den amerikanska rasdebatten och angrep Alabamas rasistiske guvernör Orval Faubus.[källa behövs]

## Låtlista[1]
Alla kompositioner av Charles Mingus om ej annat anges.
1. "Wednesday Night Prayer Meeting" – 11:54
2. "Prayer for Passive Resistance" – 8:06
3. "What Love?" – 13:34
4. "I'll Remember April" (Gene de Paul) – 13:39
5. "Folk Forms" – 11:08
6. "Better Git Hit in Your Soul" – 11:00